# Emma Louise
Emma Louise, née le 16 juillet 1991 à Cairns, est une auteure-compositrice-interprète australienne. Elle a été nommée pour les J Award Unearthed 2011 en tant qu'Artiste de l'année, ainsi que meilleure artiste féminine au ARIA Awards 2013. Elle a aussi gagné de nombreux prix au Queensland Music Awards.
Son titre Jungle, sorti en 2013, sert de fond musical aux 2 spots publicitaires de 2014 et 2016 pour l'eau de toilette Black Opium d'Yves Saint-Laurent.

## Style
Son style de musique est la pop et indi . Dans une interview de 2011 sur Triple J, Emma Louise a dit : « Mes inspirations ont été Missy Higgins, Josh Pyke, Sarah Blasko et Lior. Missy Higgins m'a vraiment inspirée pour commencer à écrire ma musique. »

## Vie personnelle
Elle s'est marié avec l'auteur-compositeur-interprète canadien Tobias Jesso Jr. en 2019.

## Discographie

### Albums
| Année | Titre            | Classement | Classement | Certifications |
| Année | Titre            | FRA        | AUS        | Certifications |
| ----- | ---------------- | ---------- | ---------- | -------------- |
| 2014  | vs Head vs Heart | 12         | 87         |                |

### EPs
| Année | Titre                                         | Classement | Classement | Classement    | Classement | Classement | Classement | Classement | Classement | Classement | Certifications     |
| Année | Titre                                         | AUT        | BEL (Vl)   | BEL (Wa)      | FRA        | GER        | ITA        | NED        | SWI        | UK         | Certifications     |
| ----- | --------------------------------------------- | ---------- | ---------- | ------------- | ---------- | ---------- | ---------- | ---------- | ---------- | ---------- | ------------------ |
| 2011  | Full Hearts and Empty Rooms                   | -          | -          | -             | -          | -          | -          | -          | -          | -          |                    |
| 2013  | My Head Is a Jungle (Wankelmut & Emma Louise) | 55         | 34         | 14 (Ultratip) | 94         | 29         | 5          | 68         | 35         | 5          | - ITA: 2x Platinum |

### Singles
| Année | Titre  | Classement | Classement | Classement | Classement | Certifications |
| Année | Titre  | FRA        | BEL (Wa)   | NED        | SWI        | Certifications |
| ----- | ------ | ---------- | ---------- | ---------- | ---------- | -------------- |
| 2014  | Jungle | 4          | 47         | 100        | 57         |                |

Autres
- 2013 : Boy
- 2013 : Freedom